# Železnice v Švici
Železnice v Švici predstavljajo hrbtenico javnega prevoza. Švica ima zelo gosto železniško omrežje z razmeroma zelo dobro ponudbo, ki ga prebivalci množično uporabljajo vsak dan. Skupaj z za turizem privlačnimi visokogorskimi železnicami (Alpenbahnen) to prispeva k podobi Švice kot državi železnic.

## Zgodovina
Gradnja in delovanje švicarskih železnic v 19. stoletju je bila izvedena s strani zasebnih investitorjev. Prva notranja linija je bila 16 km dolga od Züricha do Badna leta 1847. V letu 1860 so železnice povezale zahodni in severovzhodni del Švice. Prva alpska železnica se je začela graditi pod prelazom Gotthard leta 1882. Druga alpska linija je bila odprta preko prelaza Simplon leta 1906.
Leta 1901 so bile nacionalizirane glavne železniške proge in ustvarile Švicarske zvezne železnice. V prvi polovici dvajsetega stoletja so bile elektrificirane in počasi nadgrajene. Po drugi svetovni vojni je železnica hitro izgubila svoj tržni delež v boju s cestnim prometom, saj se je lastništvo avtomobilov povečalo in zgrajenih je bilo več cest. Od leta 1970 se je zvezna vlada spet bolj vključila v nadgradnjo železnic, zlasti v mestnih območjih in na prometnicah v okviru projekta Rail 2000. V okviru projekta AlpTransit sta zgrajeni dve veliki trans-alpski poti Gotthard in Lötschberg kot pristopa k predoru Simplon.

## Železniško omrežje
Švicarsko železniško omrežje je dolgo 5.251 km (stanje leta 2010), in je s površino 41.285 km² najgostejše na svetu ter dve tretjini dolžine elektrificirano.
Na podlagi Zakona o Švicarskih železnicah sodijo v celoten sklop železnic tudi gorske železnice in tramvaji. Železniško omrežje je razdeljeno na glavne in dopolnilne proge. Glavne proge so vse proge standardne tirne širine, ki služijo prometu. S-Bahn ali hitre mestne železnice so železniško omrežje z normalno tirno širino, lahko pa so tudi ozkotirne.
42 km omrežja Deutsche Bahn (železnice v lasti Nemčije) leži na švicarskem ozemlju, kjer predstavlja pomemben del omrežja. Sledi 2 km (Mitte Rheinbrücke bis Bahnhofeinfahrt Buchs bzw. St. Margrethen) last ÖBB (Avstrijske železnice). 14 km železniških prog leži v sosednjih državah, ki so v lasti švicarske družbe (SBB Rafz - Neuhausen, RHB za Tirano, BLT Leymen). Pri vseh drugih mejnih prehodih se meja nepremičnin in meja dežele prekrivajo ali je urejeno delovanje nadzora nad uporabo in najemnih pogodb, dostopa do omrežja in koncesije. 
Švicarske zvezne železnice (SBB-CFF-FFS) so največje železniško podjetje v Švici in obsega večino notranjega in mednarodnega prometa. Skupaj upravljajo 3000 km prog. Delujejo na glavni osi vzhod-zahod, v osrednjem območju in na osi sever-jug preko Alp preko predora Gotthard (na liniji Lugano - Zürich) in predora Simplon (Domodossola-Lausanne-Bern-Geneva).
BLS (Bern-Lötschberg-Simplon) je drugo pomembno podjetje z 10% omrežja. Upravlja drugo večjo alpsko pot Bern-Brig prek predora Lötschberg s priključkom v Brigu na predor Simplon (SBB) proti Italiji. Skupaj upravljajo 345 km prog.
Za razliko od drugih držav, ni konkurence avtobusnemu prevozu do glavne železniške proge. Javno železniško in avtobusno omrežje sta zasnovana tako, da se med seboj dopolnjujeta. Na postajah so tudi medsebojno usklajene povezave med avtobusom in vlakom.

## Ozkotirne proge
Retijska železnica (RHB), je najdaljša železnica v Švici in povezuje Disentis, Davos in St. Moritz v visokogorju Alp s Churom, železniškim križiščem z SBB. Poteka skozi zgornjo dolino Rena in več stranskih dolin, tudi Engadin, zgornjo dolino reke Inn. Prelaz Bernina je najvišja točka na tej liniji z višino 2253 m. Skupna dolžina proge je 366 km.
Proga Furka - Oberalp (FO) je železnica v visokih južnih Alpah. Njeno ime se nanaša na dva prelaza Furka in Oberalp. Furka leži na zgornjem koncu doline Rone. Oberalp je najvišja točka na tej progi na višini 2033 metrov in leži na zgornjem koncu doline Rena. Skupna dolžina proge je 100 kilometrov, linija poteka od Disentisa do Briga. Brig je železniško križišče z SBB in BLS in leži na severnem koncu predora Simplon na relaciji Milano - Lausanne (SBB linija) in Milano - Bern (BLS linija).
Železnica Brig - Visp - Zermatt (BVZ) ali znana kot BVZ Zermatt-Bahn, je kratka proga med Brigom in Zermattom. Poteka po dolini rek Visp in Matt, pritokov reke Rone. Skupna dolžina znaša 43 km.
V letu 2003 sta se FO in BVZ združila v Matterhorn-Gotthard Bahn.
Glacier Express poteka na kombinaciji treh linij od kraja St. Moritz - Chur - Disentis - Andermatt - Brig - Visp - Zermatt. Enodnevni izlet z vlakom s panoramskimi vagoni turistom na poti iz St. Moritza do Zermatta prikaže eno najbolj spektakularnih pokrajin v Alpah.
Proga Gornergrat se vzpne na 9 kilometrih od nadmorske višine 1600 metrov v Zermattu do 3000 metrov visoko na končno postajo na pobočju pogorja Monte Rosa. Celotna proga je zobata železnica.
Proga Berner Oberland je 24 kilometrov dolga proga od Interlakna do Lauterbrunnena in Grindelwalda. Začne se pri postaji Interlaken Ost in se razdeli na dva kraka približno 10 kilometrov južno od Interlakna. Zahodna veja vodi v Lauterbrunnen, vzhodna veja pa vodi v Grindelwald. Obe veji povezuje proga Wengernalp.
Proga Wengernalp je 19 kilometrov dolga proga od Lauterbrunnena ali Grindelwalda in vodi preko pobočja Eigerja do križišča na postaji Kleine Scheidegg. V zimskem času ta proga oskrbuje številna smučišča.
Železnica Jungfrau je v celoti zobata. Začne se pri kraju Kleine Scheidegg in je dolga 9 kilometrov, poteka skozi predor v steni Eigerja in Möncha do postaje Jungfraujoch, sedla med vrhovoma Mönch in Jungfrau. Na sedlu je center za obiskovalce in opazovalnica. Ledenik Aletsch, največji ledenik v Evropi, od tu teče proti jugu proti dolini Rone.
Gorska železnica Lauterbrunnen - Mürren (BLM) je 6 km dolga in razdeljena v dva neodvisna kraka. Prvi del je vlečnica, ki teče nad staro vzpenjačo, in je bila zamenjana leta 2006, drugi del je zobata železnica.
Železnica Martigny - Chatelard je 19 km dolga proga v kantonu Valais. Povezuje v Saint - Gervais - Vallorcinu z železnico v Franciji, pri čemer se skupne storitve tržijo kot Mont Blanc Express.
Montreux - Oberland Bernois: linija je dolga 75 kilometrov od Montreuxuja ob Ženevskem jezeru do Zweisimmen s povezovalnimi kraki do Lenka in Simmentala. Odsek od Montreuxu do Zweisimmen je dolg približno 63 kilometrov in je del poti Golden Pass Panorama, potovanja od Montreuxu v Luzern, ki združuje linije MOB, BLS in Brünig.
Železnica Brienz Rothorn (BRB), parna zobata železnica se povzpne blizu vrha Brienzer Rothorn iz kraja Brienz.

## Tirne vlečnice
Tirne vlečnice so del železniškega omrežja v Švici. Služijo predvsem v turizmu in so enakovredno vključene v vozne rede in cenike. Zakonito so bile tirne vlečnice do 31. decembra 2006 enakovredne železnicam. Od tedaj dalje so predmet novega zakona o nihalkah (SEBG) skupaj z drugimi žičnicami.

## Tramvaj
Potem ko so bili tramvaji sprva zelo uspešni v Švici, so doživeli v dvajsetem stoletju postopen upad. V pretežni meri so jih zamenjali trolejbusi. Do danes so ohranili tramvaj le v štirih mestih: Basel, Bern, Ženeva in Zürich. Od poznih 1980-ih je bil v nekaterih mestih v Švici ponovno uveden tramvaj. širjenje.
Prvi tramvaj v Švici je bil zgrajen v Ženevi leta 1862. V času največje ekspanzije 1925 je Ženeva imela tramvajsko mrežo dolgo več kot 130 km po celotnem kantonu in na francoski meji. Po drugi svetovni vojni so počasi opustili večino tramvajskih prog in jih nadomestili z avtobusi. V nemško govorečem delu Švice je bila demontaža tramvaja nekoliko počasnejša in je tramvaj od sredine 1980-ih spet postal moderen. Zürich, ki je leta 1931 dosegel najvišjo raven, je do leta 1965 ukinil precej prog, vendar so jih leta 1954 , 1976 in 1986 začeli postopoma spet graditi. Gradnja novih tramvajskih prog se v Zürichu še kar nadaljuje.